# Jan Kristiansen
Jan Dalgas Kristiansen (* 4. August 1981 in Ølgod) ist ein ehemaliger dänischer Fußballspieler. Er spielte als Mittelfeldspieler in der Bundesliga beim 1. FC Nürnberg, mit dem er 2007 den DFB-Pokal gewann. Von 2001 bis 2007 spielte Kristiansen für die dänische Nationalmannschaft. Zuletzt stand er beim FC Roskilde unter Vertrag.

## Werdegang

### Verein
Kristiansen, der als beidfüßiger offensiver Mittelfeldspieler agiert, stammt aus der Jugend von Ølgod IF. 1996 wechselte er noch als Jugendspieler zum dänischen Erstligisten Esbjerg fB. 2001 debütierte er in der dänischen Superliga und etablierte sich sofort als Stammspieler. 2003 wurde er mit 18 Treffern Torschützenkönig der Liga.
Nach 150 Einsätzen und 45 Toren in Dänemarks höchster Spielklasse wechselte er vor Beginn der Rückrunde der Saison 2005/06 im Januar in die deutsche Bundesliga zum 1. FC Nürnberg. Am 5. Februar 2006 gab er sein Debüt im Spiel bei Hannover 96. Bis zum Saisonende kam er auf weitere sieben Einsätze. In der Saison 2006/07 kam Kristiansen auf zwanzig Ligaspiele, wobei er sechsmal über die volle Zeit eingesetzt wurde. Den Höhepunkt seiner Nürnberger Karriere erlebte er am 26. Mai 2007 im Finale um den DFB-Pokal 2006/07 gegen den VfB Stuttgart, als er in der Verlängerung (109. Spielminute) mit einem Weitschuss das entscheidende Tor zum 3:2 erzielte. Es war das einzige Pflichtspieltor, das er für den 1. FC Nürnberg erzielte. In der Saison 2007/08 kam er zu 19 Einsätzen; am Saisonende stieg die Mannschaft ab. Im UEFA-Pokal 2007/08 spielte Kristiansen fünfmal und kam mit dem Club ins Sechzehntelfinale.
Während seiner Zeit in Nürnberg hatte er in unterschiedlichen Positionen gespielt, von verschiedenen Mittelfeldpositionen bis zur Außenverteidigung. Nach dem Abstieg aus der ersten Liga verließ er den Club ablösefrei.
Bei Brøndby IF unterschrieb er im Sommer 2008 einen Fünfjahresvertrag. In seiner ersten Saison kam er als Stammspieler zu 32 Einsätzen und erzielte sieben Tore, darunter einen Hattrick gegen Sønderjysk Elitesport. Im UEFA-Pokal schied er mit Brøndby IF in der ersten Runde gegen den norwegischen Rekordmeister Rosenborg BK aus. In den folgenden beiden Saisons pendelte Jan Kristiansen zwischen Startformation und Ersatzbank. Dabei schied er mit dem Klub aus der gleichnamigen Kommune im „Speckgürtel“ von Kopenhagen in den Play-offs zur UEFA Europa League gegen Hertha BSC beziehungsweise Sporting Lissabon aus. In seiner vierten Saison bei Brøndby IF verlor Jan Kristiansen seinen Stammplatz und spielte in 20 Partien (ein Tor) lediglich achtmal von Anfang an. Auch in dieser Saison konnte Brøndby IF sich nicht für die Gruppenphase eines europäischen Wettbewerbs qualifizieren, als sie in der dritten Qualifikationsrunde zur Europa League gegen den österreichischen Bundesligisten SV Ried ausschieden. Nach einer 0:2-Niederlage in Ried hatte im Rückspiel vor eigenem Publikum trotz eines Treffers und einer Vorlage von Kristiansen ein 4:2-Sieg aufgrund der Auswärtstorregel nicht ausgereicht, um die Play-offs zu erreichen. Die erneute Qualifikation für das internationale Geschäft wurde zudem verpasst und phasenweise begab sich Brøndby IF in Abstiegsgefahr. Die Saison 2012/13 bildete die letzte Saison von Jan Kristiansen im Trikot des Kopenhagener Vorortklubs: Erneut spielte er in 20 Spielen, wobei ihm ein Torerfolg verwehrt blieb.
Im Sommer 2013 schloss er sich dem FC Vestsjælland an. Während seiner ersten Saison in Slagelse im Südwesten Seelands spielte Kristiansen in 25 Partien, wobei er zwischen Startelf und Reservebank pendelte. Eine Saison später gehörte er mit 31 Partien (ein Tor) zu den Stammspielern. Ende Juli 2015 schloss sich Kristiansen dem Zweitligisten FC Roskilde an und absolvierte 29 Partien (drei Tore) in der dänischen Zweitklassigkeit. Danach beendete er seine Fußballkarriere endgültig.

### Nationalmannschaft
Kristiansen absolvierte insgesamt 24 Einsätze für dänische Jugendnationalmannschaften (drei für die U-19, vier für die U-20 und 17 für die U-21).
Am 12. Februar 2003 wurde er bei einem Freundschaftsspiel in Ägypten, das 4:1 gewonnen wurde, erstmals für die dänische Nationalmannschaft eingesetzt. Im Oktober 2004 kam er auf zwei Spiele in der Qualifikation zur WM 2006, 2007 spielte er in der Qualifikation zur EM 2008. Sein elfter und letzter Einsatz für die Nationalmannschaft war ein Freundschaftsspiel gegen Irland am 22. August 2007.

## Titel/Erfolge
1. FC Nürnberg
- DFB-Pokal-Sieger: 2007

Persönliche Auszeichnungen
- Torschützenkönig der dänischen Superliga: 2003 (18 Tore)
- Torschütze des Monats Mai 2007[6]